# Цена золота
«Цена золота» (англ. The Price of Gold) — четвёртый эпизод американского телевизионного сериала в жанре фэнтези «Однажды в сказке». Премьерный показ серии в США состоялся 13 ноября 2011 года на телеканале ABC. В центре эпизода — история о Золушке и её сделке с Румпельштильцхеном; в Сторибруке Эмма Свон помогает беременной Эшли Бойд (Золушке) положительно разрешить исход сделки с Мистером Голдом.

## Сюжет

### В Зачарованном лесу
Фея-крёстная собирается отправить Эллу (Золушку, Джесси Шрэм) на бал, но внезапно появляется Румпельштильцхен (Роберт Карлайл) и убивает фею. Он готов выполнить желание Золушки и помочь ей попасть на бал, но в обмен на услугу. Через несколько месяцев после бала Элла выходит замуж за принца Томаса; Румпельштильцхен возвращается и требует её отдать своего первенца в качестве уплаты за сделку. Золушка вместе с принцем Томасом, Прекрасным принцем и Голубой феей придумывают план и захватывают Румпельштильцхена в плен. После того, как злодей пойман, принц Томас исчезает, на что Румпельштильцхен напоминает Элле о том, что «у всякого волшебства есть своя цена».

### В Сторибруке
Шериф Грэм (Джейми Дорнан) предлагает Эмме Свон (Дженнифер Моррисон) должность своего помощника. В прачечной Эмма встречает плачущую 19-летнюю беременную Эшли Бойд (Золушку) и советует ей взять ответственность за свою жизнь и будущего ребёнка. После Эшли проникает в магазин мистера Голда (Румпельштильцхена) и крадёт свою расписку о сделке. Голд просит Эмму найти девушку. Эмма отправляется к отцу ребёнка Эшли — Шону; она выясняет, что отец молодого человека против их отношений. Эшли хочет покинуть Сторибрук, но у неё начинаются роды; на границе города её находят Эмма и Генри. Эмма заключает сделку с мистером Голдом: девушка оставляет себе ребёнка, взамен Эмма должна Голду услугу. Шон навещает Эшли в больнице и намерен растить ребёнка с ней вместе. Эмма принимает предложение стать помощником шерифа.

### Открывающая сцена
Вылетает фея-крёстная.

## Съёмки
Сценарий для серии написал продюсер Дэвид Х. Гудман, режиссёром стал Дэвид Соломон, работавший ранее над сериалом Баффи — истребительница вампиров.

## Отзывы
Эпизод «The Price of Gold» получил рейтинг 3,8/9 в аудитории 18-49 лет и общий рейтинг 6,8/10; всего в день премьеры его просмотрели 11,327 миллионов зрителей. Сериал занял второе место в таймслоте, уступив Football Night In America телеканала NBC. В отзыве от TV Fanatic даны положительные оценки сюжетной линии.

### Награды
Работа над визуальными спецэффектами в серии была номинирована в категории Outstanding Virtual Cinematography in a Broadcast Program or Commercial на премию Visual Effects Society Awards за 2011 год.